# Tavleøya

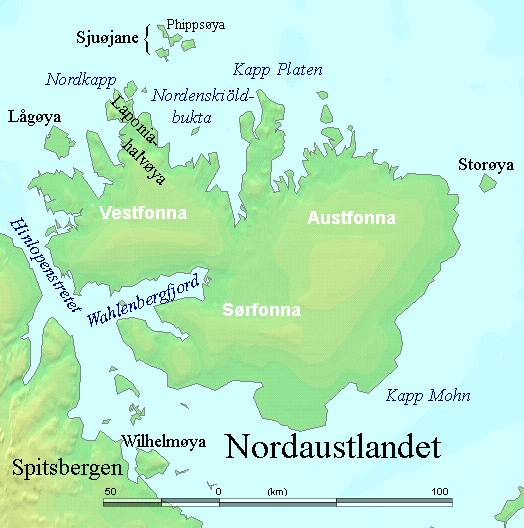
Lägeskarta

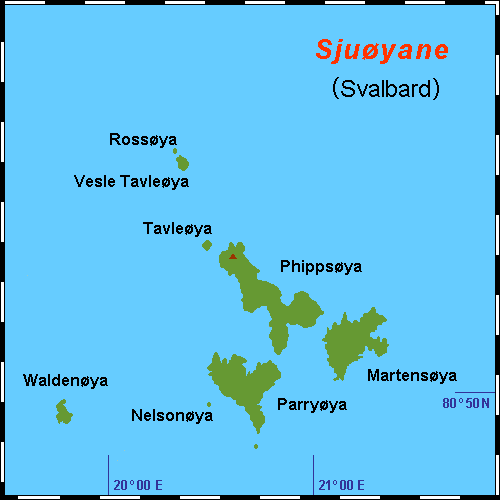
Sjuöarna.

Tavleøya (svenska: Skifferön) är en liten klippö i ögruppen Sjuöarna i nordöstra Svalbard. Ögruppen är det nordligaste området i Svalbard och en av Svalbards ytterpunkter .

## Geografi
Tavleøya ligger cirka 350 km nordöst om Longyearbyen och cirka 50 km norr om Nordaustlandet vid Nordenskiöldbukta i Norra ishavet.
Ön ligger cirka 1 km nordväst om huvudön Phippsøyas norra udde.
Förvaltningsmässigt ingår den obebodda Tavleøya i naturreservatet Nordaust-Svalbard naturreservat .

## Historia
Sjuöarna upptäcktes möjligen redan 1618 av holländska valfångare från Enkhuizen.
Tavleøya namngavs efter den stenart (skiffer) som den huvudsakligen består av .
1973 inrättades Nordaust-Svalbard naturreservat .